# Manuel (cràter)
Manuel és un petit cràter d'impacte situat en la part nord de la cara visible de la Lluna. És a la part oriental del Mare Serenitatis, al costat sud-est del singular element del relleu lunar denominat Arat CA. Un altre diminut cràter, Yoshi, es troba a l'oest d'Aratus CA.
És un petit cràter de forma irregular, molt difícil d'observar des de la Terra per la seua reduïda grandària.

## Denominació
El nom procedeix d'una designació originàriament no oficial, continguda a la pàgina 42A4/S2 de la sèrie de plànols de la Lunar Topophotomap de la NASA, que fou adoptada per la UAI al 1976.